# Klewianka (gromada)
Klewianka (od 1972 Goniądz) – dawna gromada, czyli najmniejsza jednostka podziału terytorialnego Polskiej Rzeczypospolitej Ludowej w latach 1954–1972.
Gromady, z gromadzkimi radami narodowymi (GRN) jako organami władzy najniższego stopnia na wsi, funkcjonowały od reformy reorganizującej administrację wiejską przeprowadzonej jesienią 1954 do momentu ich zniesienia z dniem 1 stycznia 1973, tym samym wypierając organizację gminną w latach 1954–1972.
Gromadę Klewianka z siedzibą GRN w Klewiance utworzono 31 grudnia 1961 w powiecie monieckim w woj. białostockim, na mocy uchwały nr 18/3 WRN w Białymstoku z dnia 26 września 1961, z obszaru zniesionych (częściowo okrojonych) gromad Białosuknia i Smogorówka Dolistowska.
Gromadę Klewianka zniesiono 1 stycznia 1972 przez przeniesienie siedziby GRN z Klewianki do Goniądza i przemianowanie gromady na gromada Goniądz,